# 渚ことみ
渚 ことみ（なぎさ ことみ、1991年4月5日 - ）は、日本の元グラビアアイドル、元AV女優。バンビプロモーションに所属していた。東京都出身。

## 略歴
2011年2月、イメージビデオをリリースし、デビュー。
2011年4月6日『おねだりマスカットDX!』に出演。
2011年6月21日発売FLASHでヘアヌードを発表以来、週刊誌3誌にヘアヌードが掲載。風俗求人誌を見て応募し、同年8月、エスワンからS1 NO.1 STYLE「トゥルリラ」専属女優としてAVデビュー。
2012年、引退。

## 作品

### アダルトビデオ

#### 2011年
- 直球アイドル （8月7日、エスワン）※Blu-ray版同時発売
- ことみのヒミツの性感スイッチ （9月7日、エスワン）
- 萌え萌えコスプレ7 （10月7日、エスワン）
- 変態的彼氏 （11月7日、エスワン）
- ドキドキ初体験セックス 南国編 （12月7日、エスワン）

#### 2012年
- 『Sexy Nude Collection』 ～全裸ヌード解禁～ 渚ことみ デジタル写真集 （1月6日、ピンク倶楽部）
- ことみのＨな萌えキッス （1月7日、エスワン）
- 交わる体液、濃密セックス （2月7日、エスワン）
- S1 24時間!! S1 PRECIOUS GIRLS 2012 （2月19日、エスワン）
- 2010-2011 トゥルリラ総集編 52コーナー8時間 （2月19日、エスワン）
- デカマラで犯して! （3月7日、エスワン）
- 猥褻痴漢 （4月7日、エスワン）
- バッコンバッコン大乱交 （5月7日、エスワン）
- イヤらしいオンナ 渚ことみ×カンパニー松尾 （6月7日、エスワン）
- 引退×渚ことみ エスワン12時間Special （7月7日、エスワン）

### イメージビデオ

#### 2011年
- ハックツ美少女 Revolution 渚ことみ （2月10日、グラッツコーポレーション）
- ことみと恋したら… 渚ことみ （5月25日、Air control）

### 雑誌

#### 2011年
- FLASH グラビア（6月21日、光文社）
- 週刊大衆 グラビア（6月27日、双葉社）
- 週刊実話 グラビア（7月7日、日本ジャーナル出版）
- ベッピンDMM グラビア・表紙（7月8日、ジーオーティー）
- メガベッピン グラビア・表紙（7月8日、ジーオーティー）
- 週刊アサヒ芸能 グラビア（7月8日、徳間書店）

### 写真集
- My Honey（2011年7月6日、双葉社、撮影：斉木弘吉）ISBN 978-4575303353

## 出演

### テレビ番組
- おねだりマスカットDX!（2011年4月6日 、テレビ大阪）
- あさだち♂テレビ!!（2011年7月1日～ 、エンタ!371）
- 着エロ乙女（2011年7月1日～ 、エンタ!371）